# Gymnostomum tenerrimum
Gymnostomum tenerrimum är en bladmossart som beskrevs av Roelof J.van der Wijk och Margadant 1968. Gymnostomum tenerrimum ingår i släktet kalkkuddmossor, och familjen Pottiaceae. Inga underarter finns listade i Catalogue of Life.